# Jean Baptiste Delafosse
Jean-Baptiste Delafosse (Parigi, 1721 – Parigi, 1º febbraio 1806) è stato un incisore francese.
Sebbene lavorasse principalmente nel campo dell'incisione di riproduzione, Delafosse fu un eccellente pastellista, oltre che editore e mercante d'arte.

## Biografia
Allievo di Étienne Fessard, il nome di Jean-Baptiste Delafosse rimane legato, intorno al 1765, alla ricerca sul processo ancora nuovo e riservato dell'acquatinta, il nuovo metodo da lui sperimentato che consiste nel depositare polvere di colofonia su una lastra di rame riscaldata per favorire l'adesione della colofonia. Delafosse incideva poi la lastra con l'acido per creare una superficie ruvida che catturava l'inchiostro e forniva le aree tonali per la stampa.
Nel 1771, Jean-Baptiste Delafosse inventò le matite di piombo graduate. Come spiega François Courboin, “sostituì la grafite naturale allora in uso in Inghilterra con matite di piombo schiacciato di diversa durezza; le sue matite furono sottoposte all'esame dell'Accademia Reale di Pittura e Scultura e ricevettero un'approvazione lusinghiera, in seguito a una relazione particolarmente favorevole da parte di Augustin Pajou, Jean-Jacques Bachelier e Charles-Nicolas Cochin".
Bruno Neveu considera il Voyage pittoresque ou description des royaumes de Naples et de Sicile dell'abate di Saint-Non, pubblicato da Jean-Baptiste Delafosse a partire dal 1781 e per il quale l'abate si era formato come incisore, come “il più ambizioso, e anche il più riuscito, di questi tentativi di descrivere, ad uso degli uomini del mondo ma con rigorosa fedeltà, i paesaggi e i monumenti di questo Mezzogiorno inesauribile”. L'opera, dedicata alla regina Maria Antonietta, “riunì i talenti di scrittori e artisti come l'abate di Saint-Non, Vivant Denon, Jean-Honoré Fragonard, Louis-Jean Desprez, Augustin de Saint-Aubin, insomma il più vivace Settecento”. I cinque volumi, pubblicati da Jean-Baptiste Delafosse dal 1781 al 1786, sono “una realizzazione quasi perfetta di tipografia e incisione, non solo per le incisioni sulle tavole, ma anche per le fasce, le foglie aldine e i culs-de-lampe nel testo, la maggior parte delle quali incise dallo stesso Saint-Non”.
Morì a Parigi nel 1806, nella sua residenza al numero 10 di rue de Bonaparte, nel quartiere di Saint-Germain-des-Prés (VI arrondissement).

## Opere

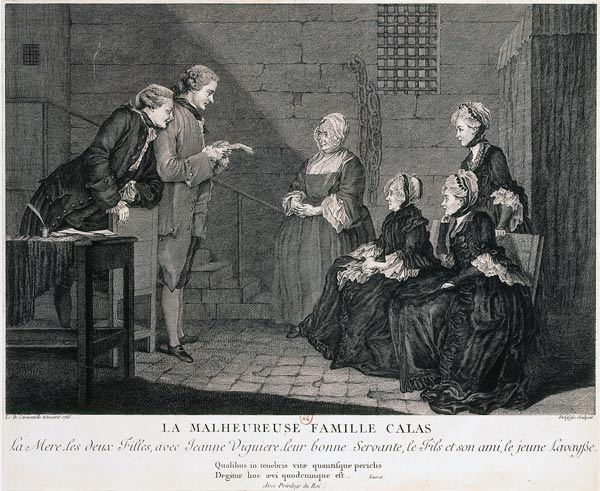
Jean-Baptiste Delafosse, L'infelice famiglia Calas, da Carmontelle, 1765

### Pastelli
- Ritratto di Marie-Nicole Delafosse, figlia dell'artista (collezione Jean Bonna)[3].
- Scolaretto.

### Artisti eseguiti
- Carmontelle, L'abate Henri Philippe de Chauvelin (didascalia dell'incisione: "Non sibi, sed patriæ natus"), 1762; Padre Jean-François Du Resnel du Bellay; Louise-Magdeleine Lany; Luigi Filippo, duca d'Orléans[4]; Jean-Baptiste Brizard, pensionato del Re; Jean-Baptiste Durey de Bourneville-Mesnières (legenda dell'incisione : Silentio gaudet)[5]; Gaspar-François de Fontenay[5]; Claude Guillaume Lambert (legenda dell'incisione: "Vir et civis")[5] ; Il signor de Bourneville, ufficiale delle guardie, figlio del signor de Mesnières; L'infelice famiglia Calas (“Il giovane Gaubert Lavaysse, amico del figlio Calas che si appoggia a lui con affettuosa simpatia, legge alla madre, alle due figlie e alla loro serva l'atto di riabilitazione che stabilisce l'innocenza di Calas, ottenuto grazie agli scritti di Voltaire")[6], 1765; Leopold Mozart, padre di Marianne Mozart, virtuosa di undici anni, e Wolfgang Amadeus Mozart, compositore e maestro di musica di sette anni, Veduta delle tende turche al Parco Monceau.
- Charles Eisen, Statua di Luigi XV.
- Philibert-Benoît de La Rue, Croati, fanteria[7], Archibugieri di Grassin, fanteria.

### Tre incisioni da Carmontelle ("ritratti generalmente di profilo e di una somiglianza molto fedele"[6])

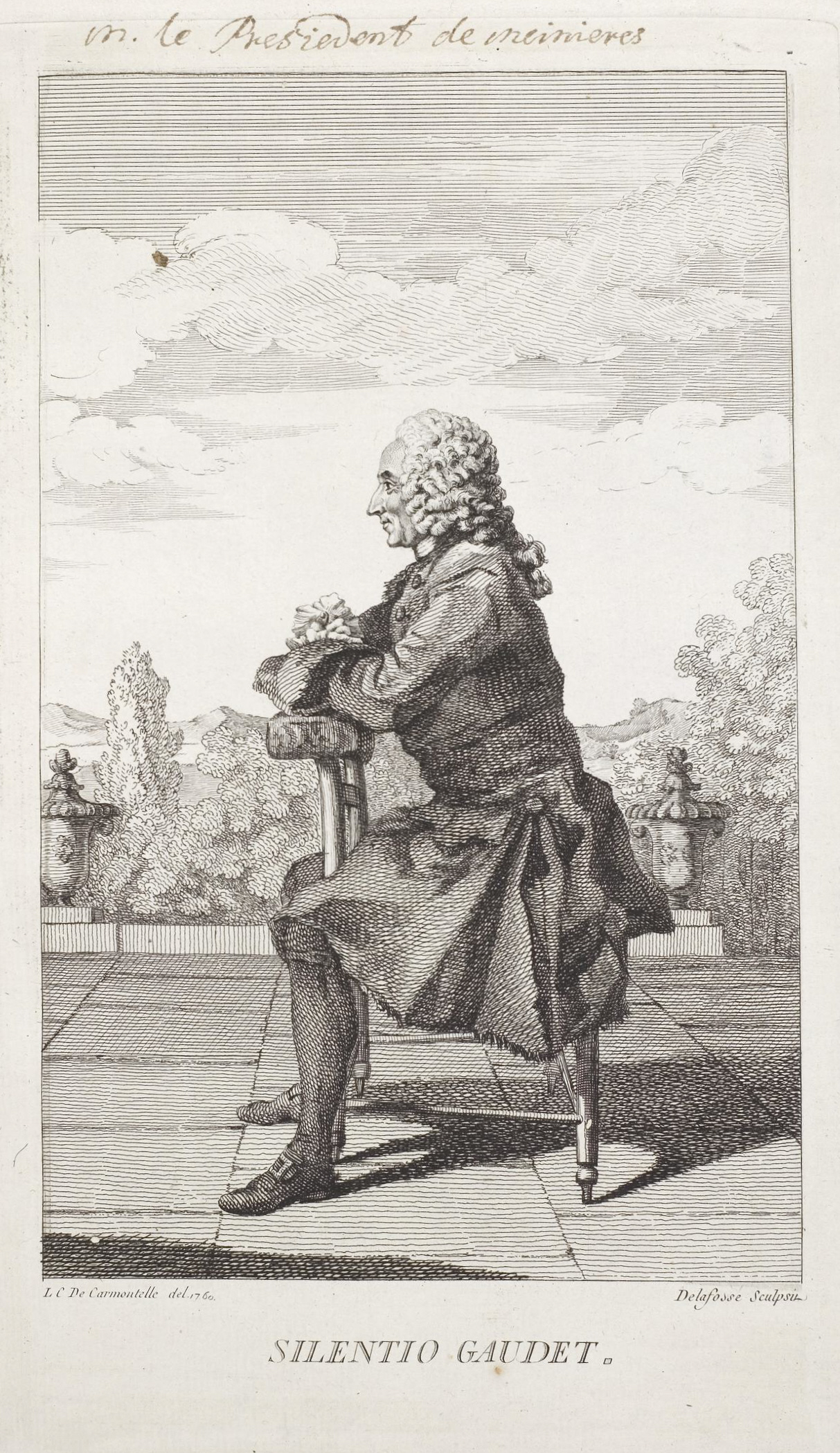
Jean-Baptiste Durey di Bourneville-Mesnières
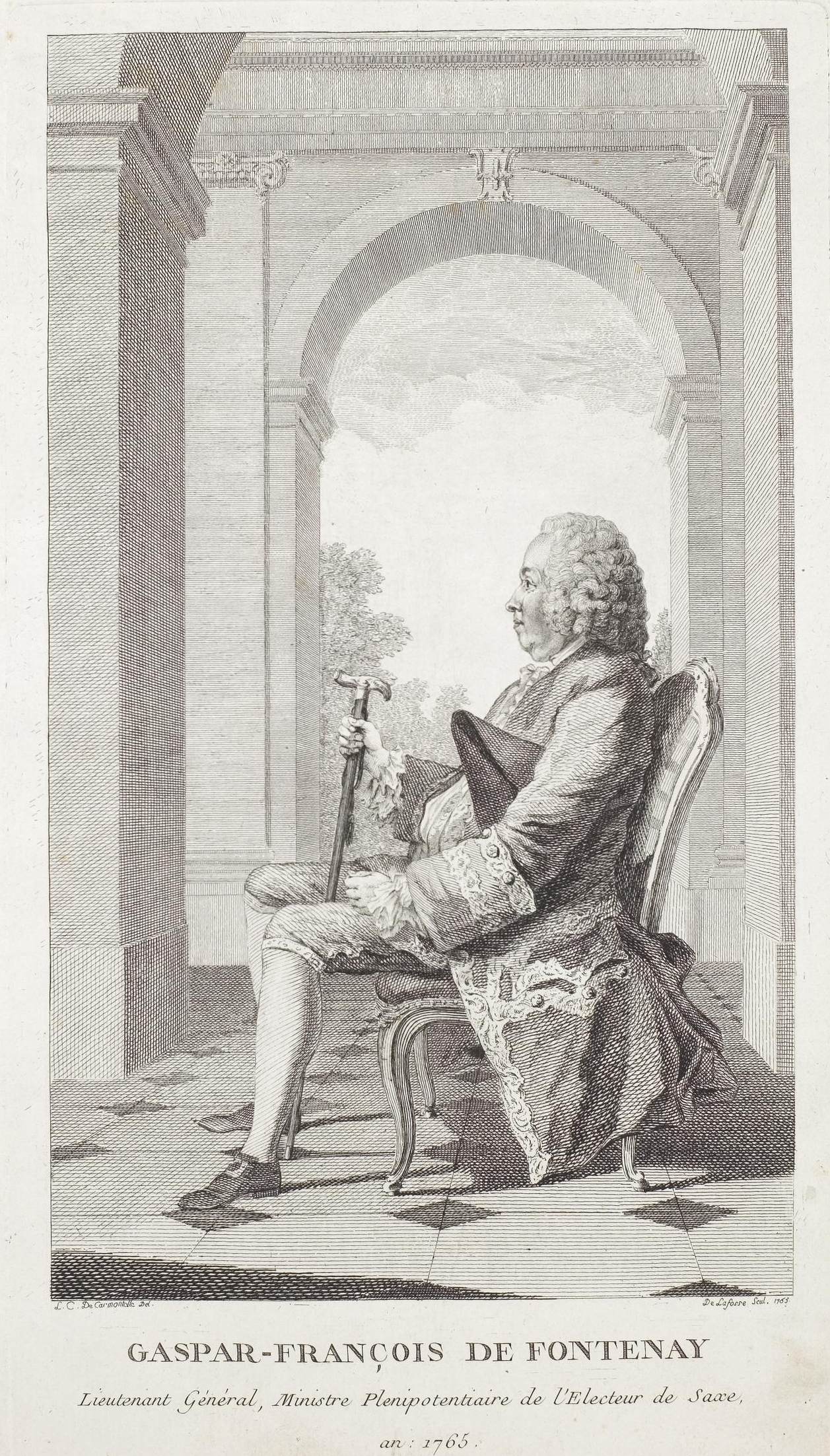
Gaspar-François de Fontenay
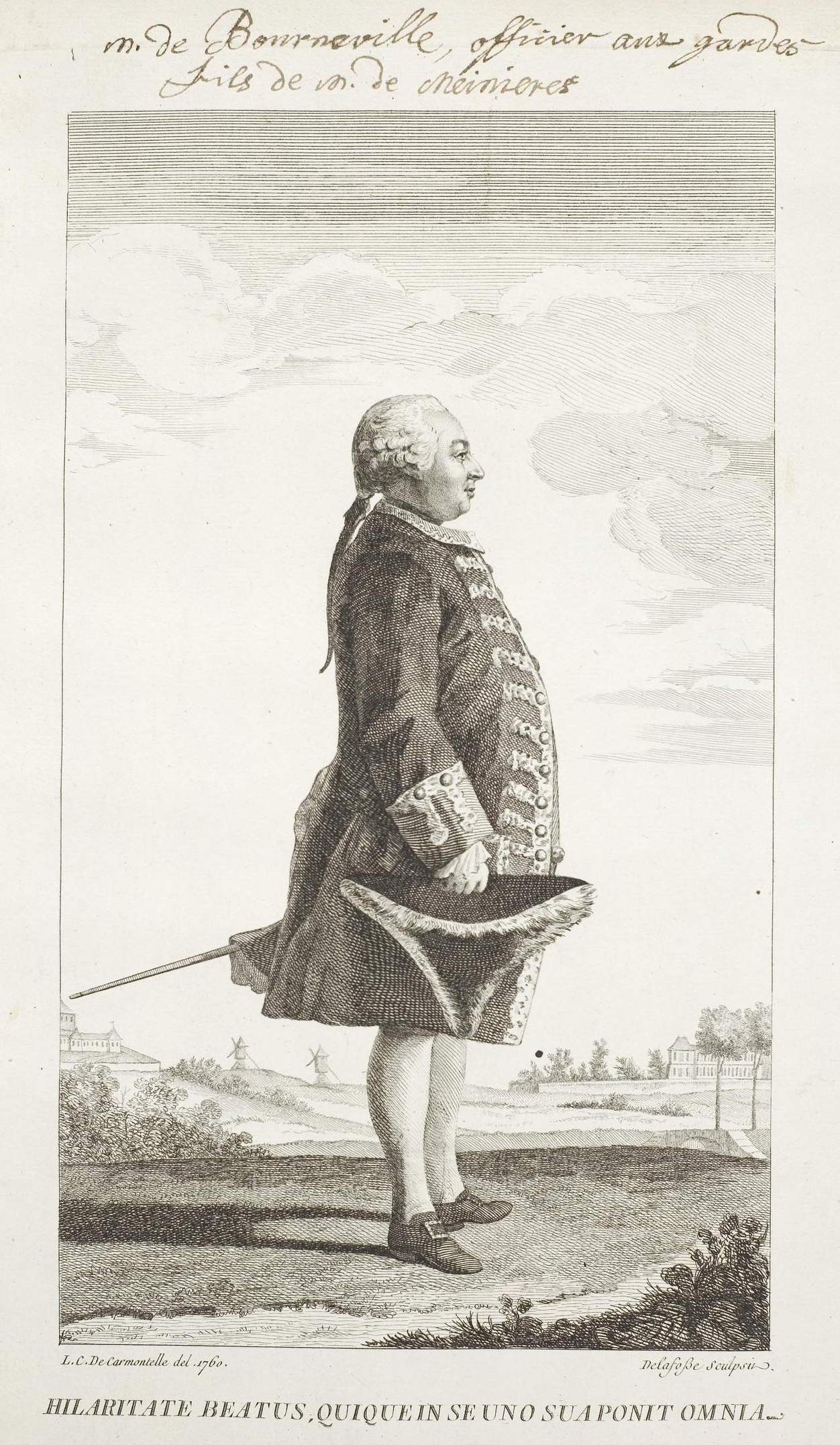
Monsieur de Bourneville, ufficiale delle guardie

### Contributi bibliofili

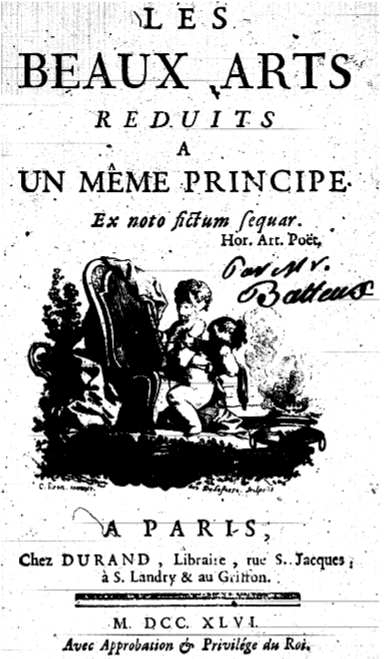
Les beaux-arts réduits à un même principe, 1746

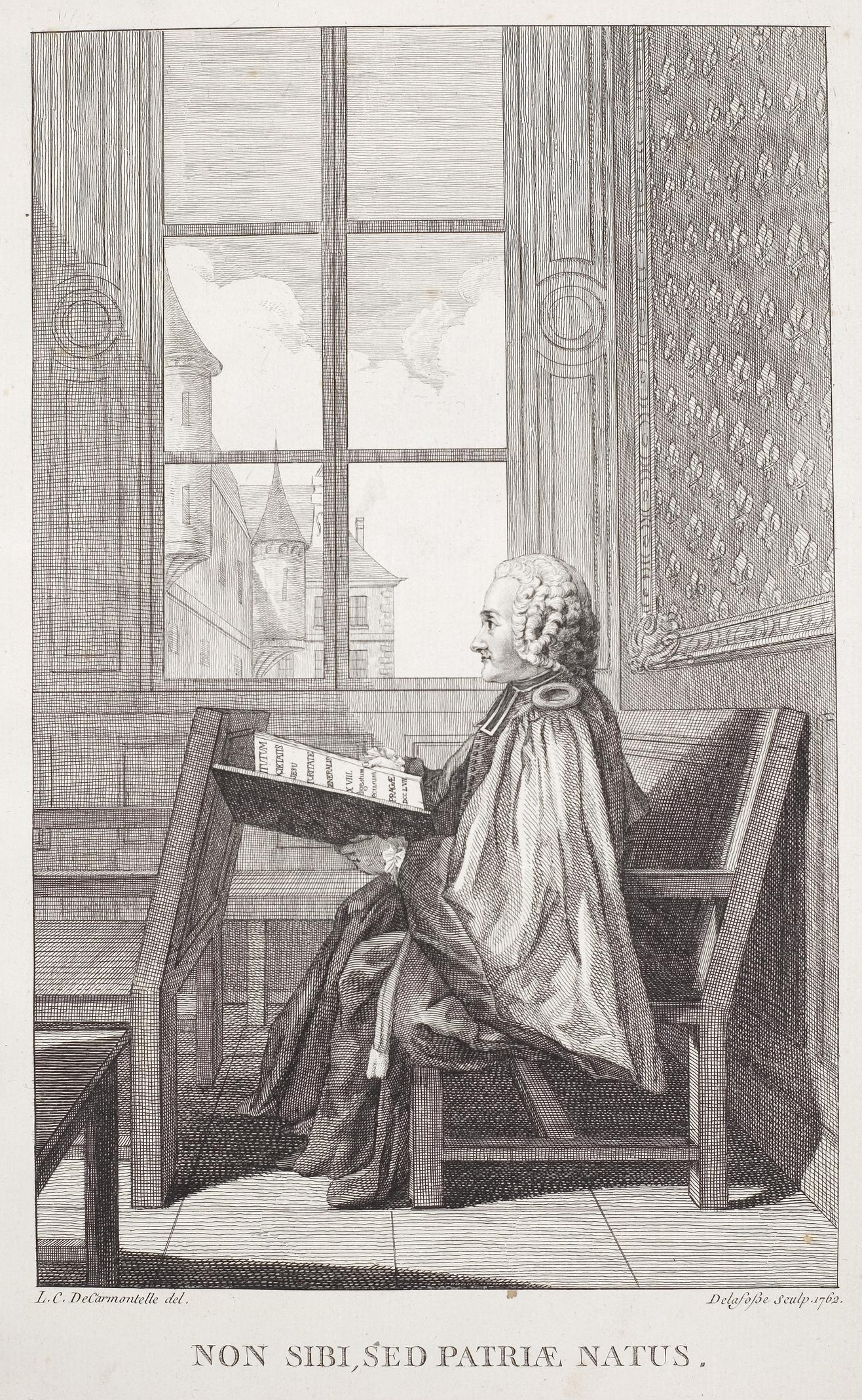
Jean-Baptiste Delafosse, Henri Philippe de Chauvelin, da Carmontelle

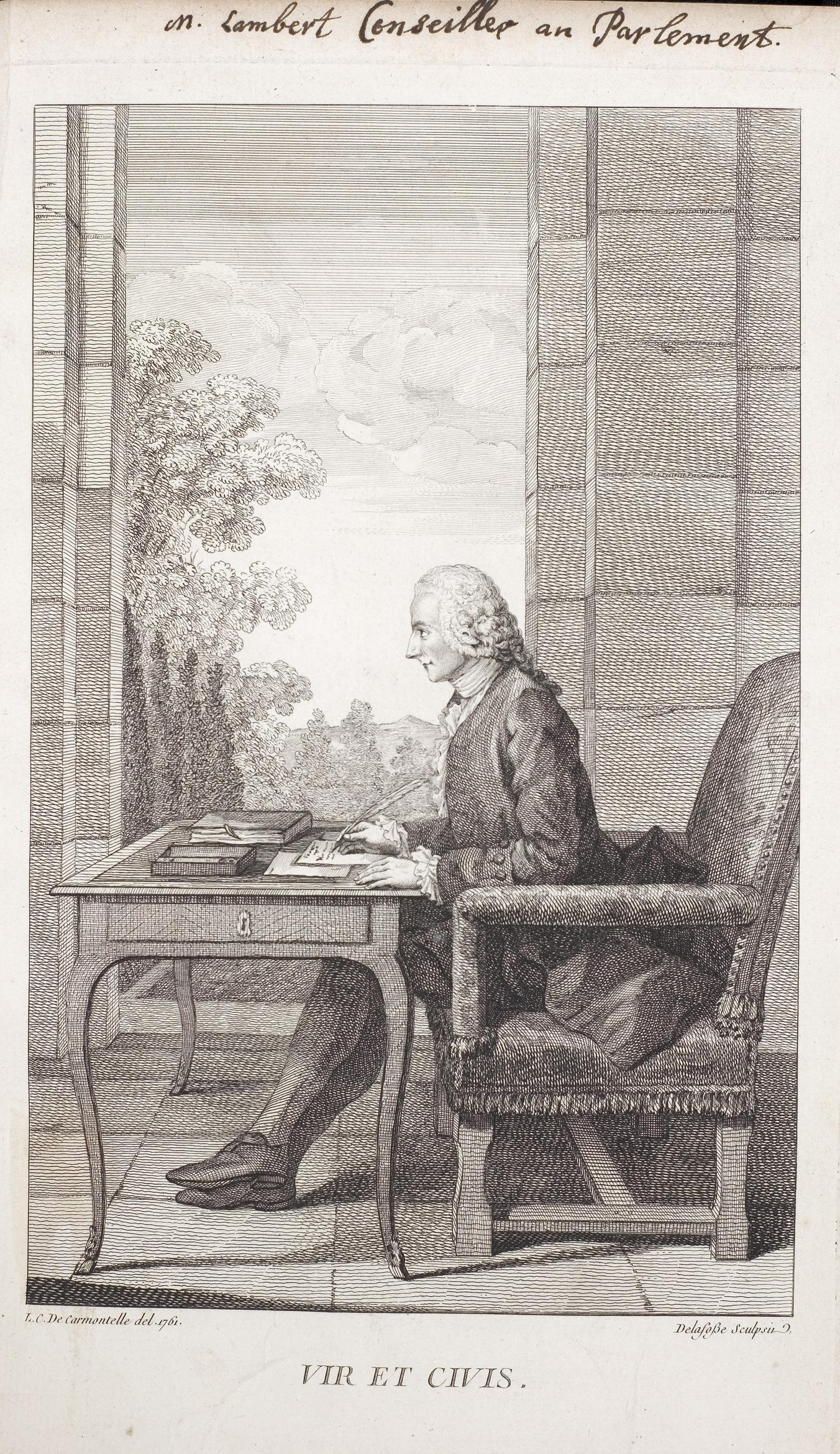
Jean-Baptiste Delafosse, Claude Guillaume Lambert, da Carmontelle

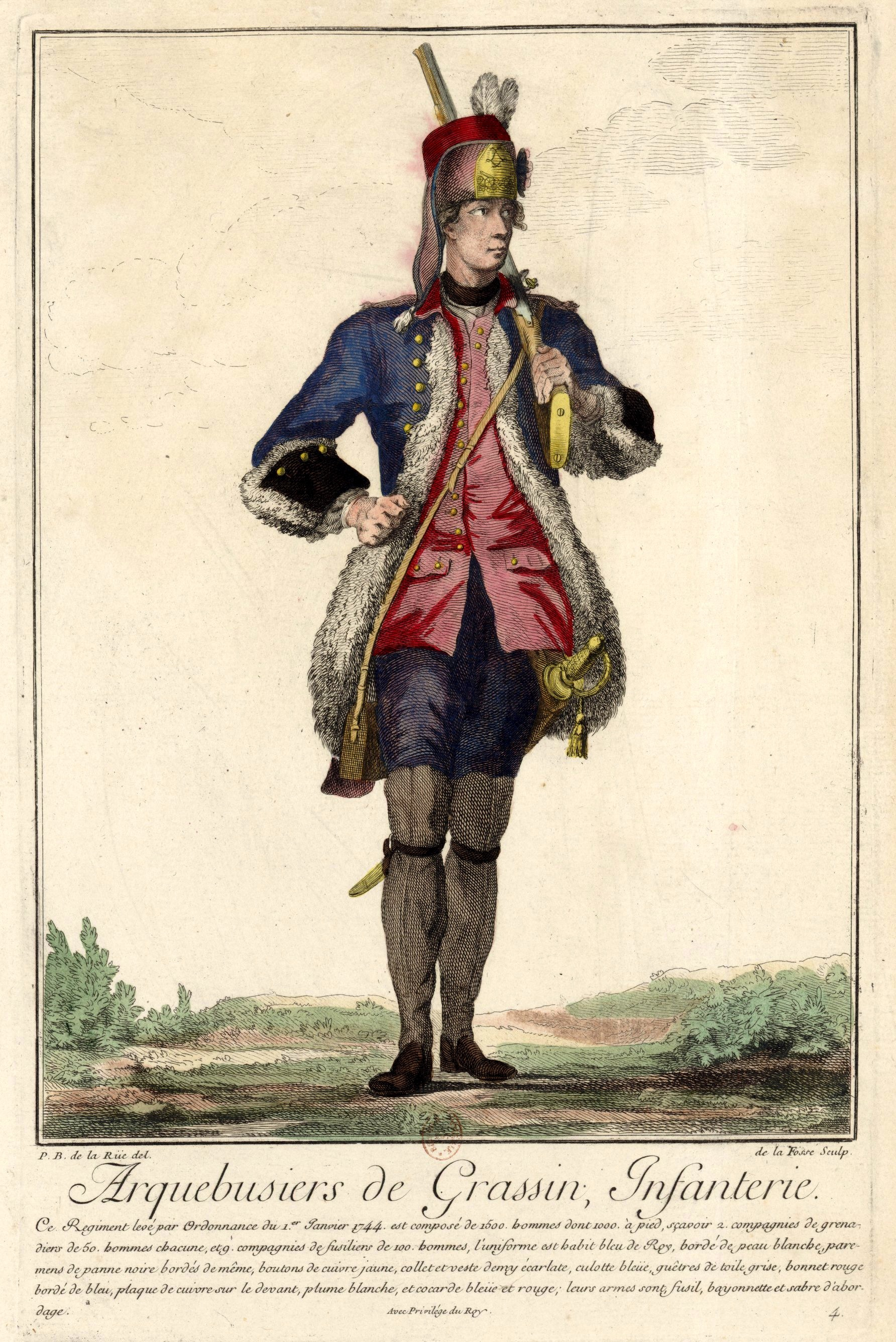
Jean-Baptiste Delafosse, Archibugieri di Grassin, fanteria, da Philibert-Benoît de La Rue

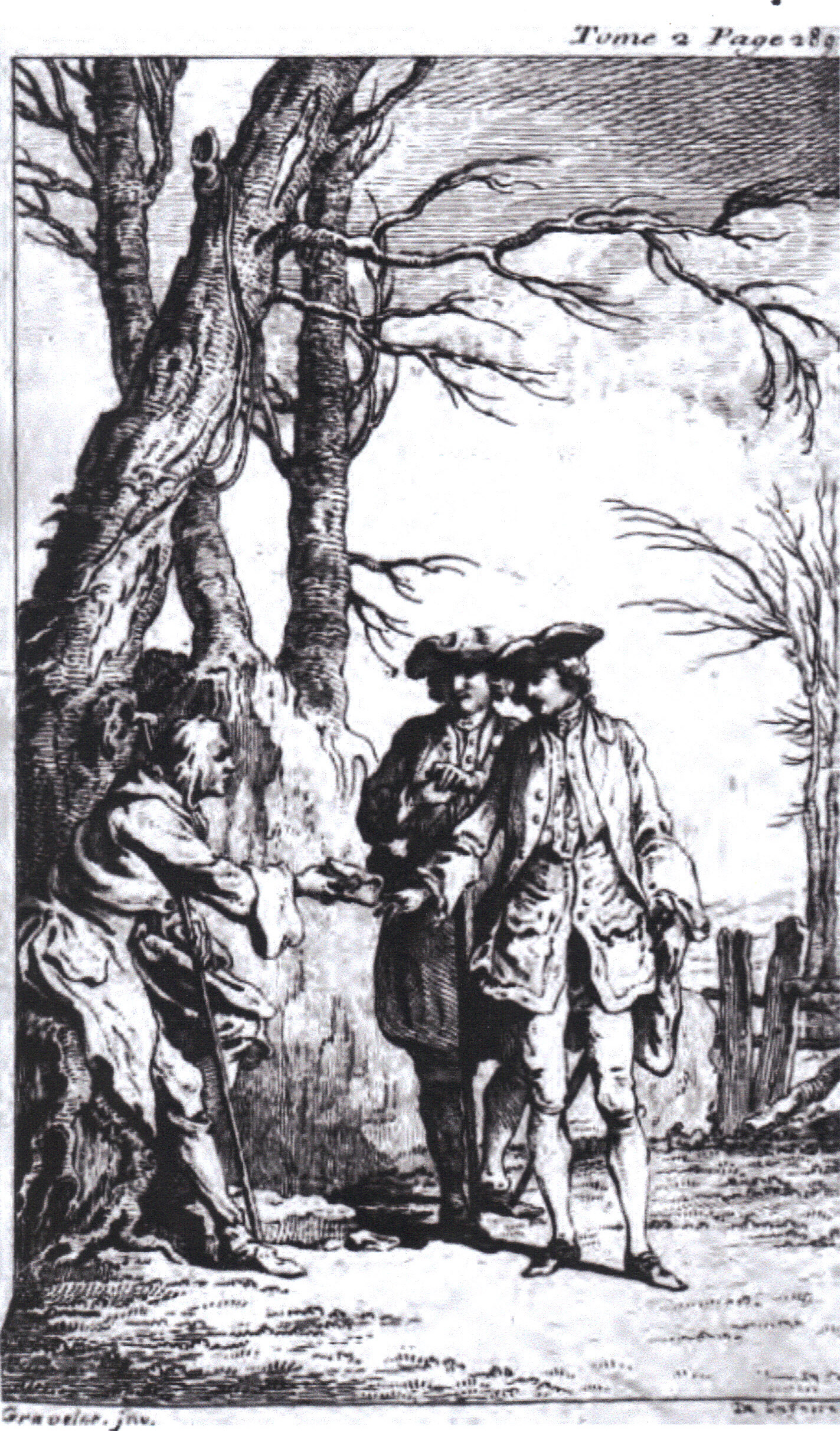
Jean-Baptiste Delafosse, Storia di Tom Jones, trovatello da Hubert-François Gravelot

- François-Marie Blondel, Fêtes données par la ville de Paris à l'occasion du mariage de Monseigneur le Dauphin, les 23 et 26 février 1745, frontespizio inciso da Jean-Baptiste Delafosse da un dipinto di Charles Eisen, Parigi, 1745.
- Abate Charles Batteux, Les beaux-arts réduits à un même principe, incisioni di Jean-Baptiste Delafosse da dipinti di Charles Eisen, chez Durand, libraire rue Saint-Jacques (imprimerie de Charles-Jean-Baptiste Delespine), 1746[8].
- Jean le Rond D'Alembert, Réflexions sur la cause générale des vents - Pièce qui a remporté le prix proposé par l'Académie royale des sciences de Berlin pour l'année 1746, incisioni di Jean-Baptiste Delafosse da dipinti di Charles Eisen, pubblicato da David il Vecchio, 1747.
- Cardinale Melchior de Polignac, L'Anti-Lucrèce, poème sur la religion naturelle, 10 bande e 5 culs-de-lampe di Pierre-François Tardieu e Jean-Baptiste Delafosse, Desaint e Saillant, Parigi, 1749[9].
- Étienne Pavillon, Œuvres, incisioni di Jean-Baptiste Delafosse da dipinti di Charles Eisen, pubblicate da Charles-Hugues Le Fèvre de Saint-Marc, 1750.
- Charles Pinot Duclos, Considérations sur les mœurs de ce siècle, frontespizio inciso da Jean-Baptiste Delafosse da un dipinto di Hubert-François Gravelot, vignetta del titolo e fascia incisa da Jean Massard, Prault et fils, Parigi, 1751 (ripubblicato nel 1764).
- Erasmo, L'elogio della follia, traduzione dal latino di Erasmo di Nicolas Gueudeville, edizione riveduta e corretta sulla base del testo dell'edizione di Basilea, con nuove figure e note, incisa da Pierre-François Tardieu da un dipinto di Charles Eisen, Jacques-Nicolas Tardieu, Noël Le Mire, Jean-Baptiste Delafosse, Louis Legrand, Jean-Jacques Flipart, Jacques Aliamet e Jacques-Jean Pasquier, pubblicata da Jean-Augustin Grangé, Jacques-François Mérigot, Charles II Robustel e Jean-Noël Le Loup, 1751.
- Henry Fielding, Storia di Tom Jones, trovatello, incisioni di Pierre-Alexandre Aveline, Jean-Baptiste Delafosse, Étienne Fessard, Jacques-Jean Pasquier da un dipinto di Hubert-François Gravelot, pubblicato da Jacques Rolin, 1751.
- Samuel Richardson, Lettere inglesi, o storia di Miss Clarissa Harlowe, incisioni di Jean-Baptiste Delafosse da dipinti di Charles Eisen, Nourse, librai di Londra, 1751.
- Abbé J.-F. de La Baume-Desdossat, La Christiade ou le Paradis reconquis, pour servir de suite au Paradis perdu de Milton, incisioni di Jean-Baptiste Delafosse e Noël Le Mire da dipinti di Charles Eisen, Vase, Bruxelles, 1753.
- Abate Charles Batteux, Cours de belles lettres ou principes de la littérature, incisioni di Jean-Baptiste Delafosse da dipinti di Charles Eisen, Eisen, Desaint et Saillant-Durand, 1753.
- Joseph-Louis Vincens de Mauléon de Causans, Éclaircissements sur le péché originel, incisione di Jean-Baptiste Delafosse da un dipinto di Hubert-François Gravelot, C. Marteau, Colonia, 1755.
- Jean de La Fontaine, Contes et nouvelles en vers, incisioni di Joseph de Longueil, Noël Le Mire, Jean-Jacques Le Veau, Jacques Aliamet, Jean-Baptiste Delafosse, Jean-Charles Baquoy, Jean-Jacques Flipart, Louis-Simon Lempereur, Jean Ouvrier, Étienne Ficquet, pubblicato da Joseph-Gérard Barbou, 1762[10].
- William Walsh, L'hôpital des fous, incisioni di Jean-Baptiste Delafosse da dipinti di Charles Eisen, stampato da Sébastien Jorry, Parigi, 1765.
- Étienne-Claude Marivetz, Physique du monde, dédiée au Roi, 6 volumi, François-Augustin Quillau editore, 1780-1786.
- Didier Robert de Vaugondy, Atlas d'étude - Introduction à la géographie : cartes des diverses positions de la sphère, des systèmes de l'univers, des planètes, des éclipses, mappe incise da Jean-Baptiste Delafosse, presso C.-F. Delamarche, geografo a Parigi, 1791[11].

### Cartografie
- Jean-Baptiste Bourguignon d'Anville, Première partie de la carte d'Asie contenant la Turquie, l'Arabie, la Perse, l'Inde en deçà du Gange et de la Tartarie, ce qui est limitrophe de la Perse et de l'Inde, co-inciso con Guillaume-Nicolas Delahaye, 1751.
- Jean-Baptiste Delafosse, Mappemonde ou description du globe terrestre, assujettie aux observations astronomiques par le Sieur Delafosse, géographe, avec Privilège du Roi, 1779.
- Jean-Baptiste Delafosse, Carte des provinces d'Anjou et de Touraine dressée suivant les nouvelles observations de MM. de l'Académie royale des sciences, 1780.
- Jean-Baptiste Delafosse, Carte d'Italie divisée en ses différents états, dressée sur les mémoires les plus récents, 1780.

### Editoria
- Jean-Claude Richard de Saint-Non, Voyage pittoresque ou description des royaumes de Naples et de Sicile, cinque volumi, stampato da Jean-Baptiste Delafosse, 1780-1786.

## Mostre
- Mozart, une passion française, opéra Garnier, giugno-settembre 2017.
- We set the tone - Pictures of music from Mantegna to Matisse, Gabinetto d'arti grafica di Monaco, luglio-novembre 2017.

## Musei e collezioni pubbliche

### Francia
- Bibliothèque Clermont Université, Clermont-Ferrand, Réflexions sur la cause générale des vents, D'Alembert, 1747.
- Biblioteca municipale di Lione, L'Éloge de la Folie, traduit du latin d'Érasme.
- Bibliothèque de l'Arsenal, Parigi, L'Éloge de la Folie, traduit du latin d'Érasme.
- Bibliothèque interuniversitaire de santé, Parigi, Réflexions sur la cause générale des vents, D'Alembert, 1747; L'Éloge de la Folie, traduit du latin d'Érasme.
- Biblioteca Mazzarino, Parigi, L'Éloge de la Folie, traduit du latin d'Érasme.
- Biblioteca nazionale di Francia, Parigi.
- Institut national d'histoire de l'art, Parigi, Fêtes données par la ville de Paris à l'occasion du mariage de Monseigneur le Dauphin, 1745.
- Museo Carnavalet, Parigi, La malheureuse famille Calas, Jean-Baptiste Brizard, pensionnaire du Roi.
- Museo nazionale di storia naturale, Réflexions sur la cause générale des vents, D'Alembert, 1747; Physique du monde, dédié au Roi di Étienne-Claude Marivetz, 1780-1786.
- Osservatorio di Parigi, Réflexions sur la cause générale des vents, D'Alembert, 1747.
- Archivi nazionali, Pierrefitte-sur-Seine, département des cartes, plans et dessins d'architecture.
- Museo di belle arti di Rennes, La malheureuse famille Calas, da Carmontelle.
- Biblioteca nazionale e universitaria, Strasburgo, L'éloge de la Folie, traduit du latin d'Érasme
- Università Bordeaux-I, Talence, Réflexions sur la cause générale des vents, D'Alembert, 1747.

### Germania
- Fortezza di Coburgo, Coburgo, Jean Boussard, haleur du port de Dieppe, surnommé le brave homme, incisione di Jean-Baptiste Delafosse[12].
- Museo LWL d'arte e cultura, Münster, Henri Philippe de Chauvelin, da Carmontelle[13].

### Irlanda
- Università nazionale d'Irlanda, Maynooth, L'éloge de la Folie, traduit du latin d'Érasme.

### Paesi Bassi
- Rijksmuseum, Amsterdam, La malheureuse famille Calas, da Carmontelle.

### Regno Unito
- British Museum, Londra, Jean-Baptiste Brizard, pensionnaire du Roi, da Carmontelle.
- Royal College of Music Museum, La famille Mozart, da Carmontelle.
- Victoria and Albert Museum, Londra, La malheureuse famille Calas, da Carmontelle.

### Svizzera
- Biblioteca dell'Università di Berna, Carte des Provinces-Unies connues sous le nom de Hollande, dressée sur les nouvelles observations ordonnées par les états généraux (stampata da Louis-Joseph Mondhare, 1779), Carte de l'évêché de Liège et du comté de Namur (stampata da Louis-Joseph Mondhare, 1782).

### Stati Uniti
- Museo di belle arti di Boston, Jeune écolier, pastel; L'Anti-Lucrèce di Melchior de Polignac, 1749[9]; Contes et nouvelles en vers di Jean de La Fontaine, 1762[10].
- Fogg Art Museum, Cambridge, La malheureuse famille Calas[14].
- Getty Research Institute, Los Angeles, Les beaux-arts réduits à un même principe dell'abate Charles Batteux, 1746.
- Metropolitan Museum of Art, New York, Louis-Philippe, duc d'Orléans, da Carmontelle.
- Biblioteca del Congresso, Washington, Atlas d'étude di Didier Robert de Vaugondy.
- National Gallery of Art, Washington, incisioni da Carmontelle.
- Clark Art Institute, Williamstown, La famille Mozart, da Carmontelle.